# Xysticus palpimirabilis
Xysticus palpimirabilis är en spindelart som beskrevs av Yuri M. Marusik och Chevrizov 1990. Xysticus palpimirabilis ingår i släktet Xysticus och familjen krabbspindlar. Inga underarter finns listade i Catalogue of Life.